# Kabinett Clemenceau II

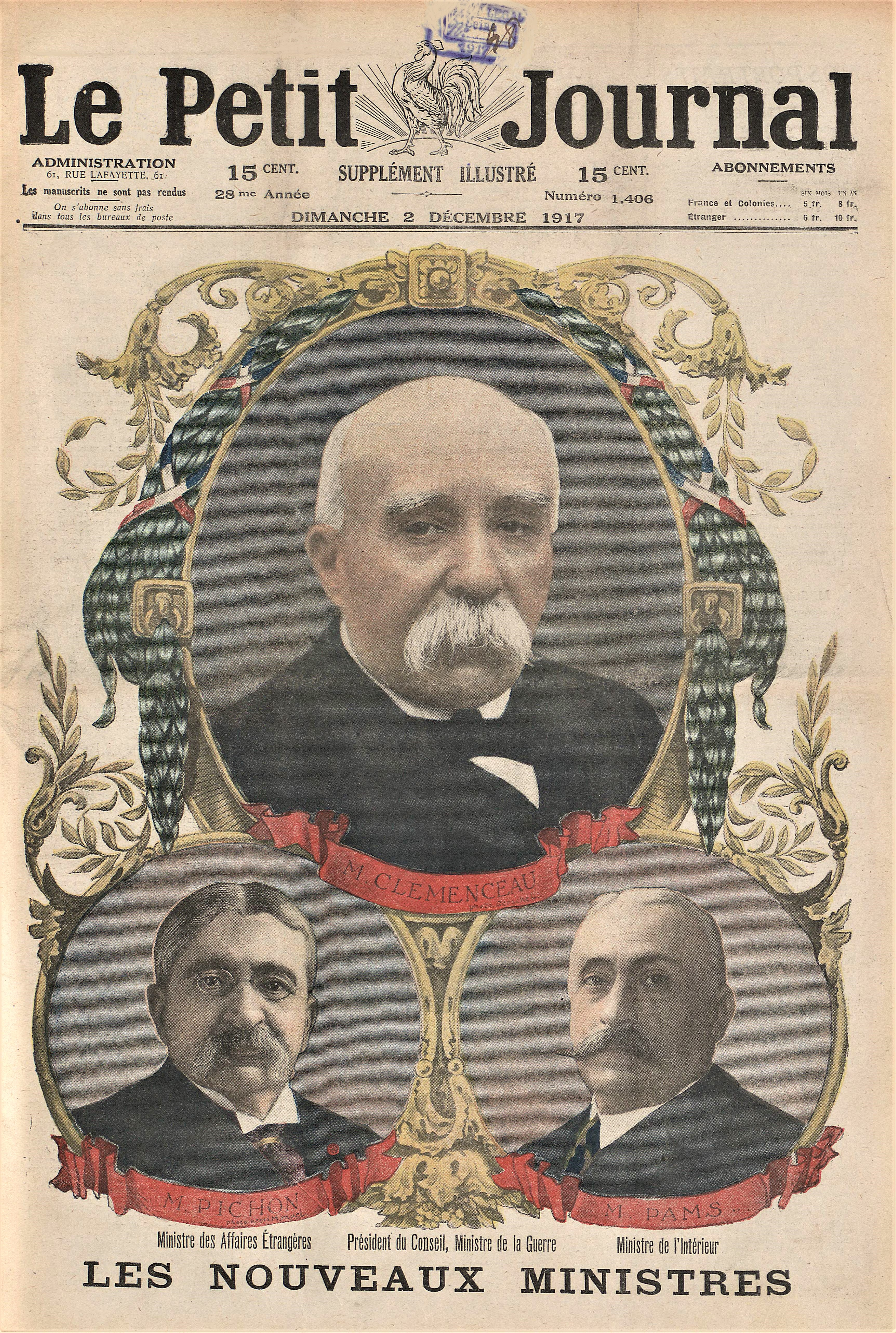
Le Petit Journal vom 2. Dezember 1917 - Zweites Kabinett Clemenceau mit Stephen Pichon und Jules Pams

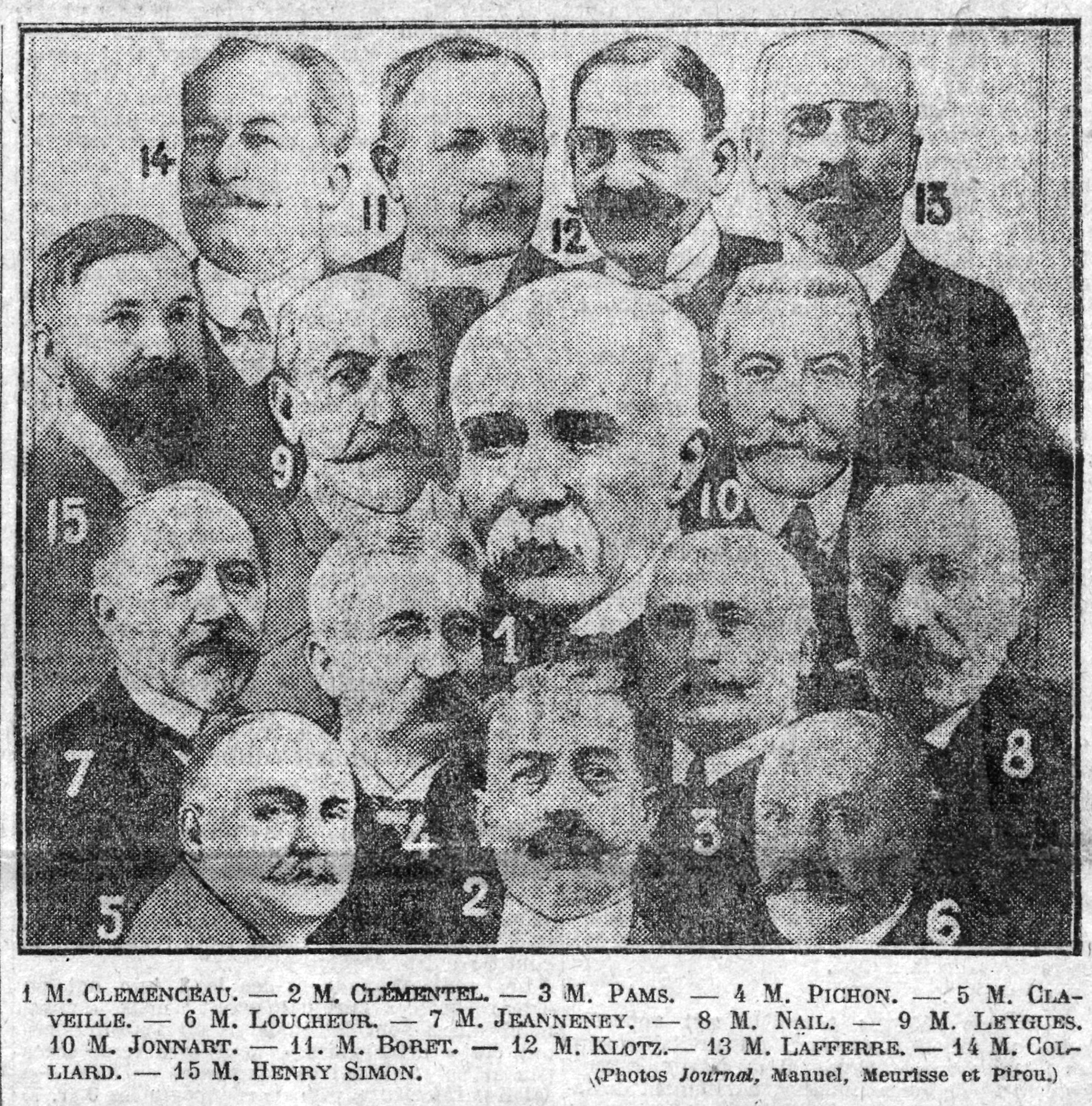
Kabinett Clemenceau, Le Journal, 17. November 1917

Das zweite Kabinett Clemenceau war eine Regierung der Dritten Französischen Republik. Es wurde am 16. November 1917 von Premierminister (Président du Conseil) Georges Clemenceau gebildet und löste das Kabinett Painlevé I ab. Es blieb bis zum 18. Januar 1920 im Amt und wurde vom Kabinett Millerand I abgelöst.
Dem Kabinett gehörten Minister der – zu dieser Zeit allerdings nur noch rudimentär bestehenden – Union sacrée (Allparteienregierung) an: Fédération républicaine (FR, Abweichler), Parti républicain, radical et radical-socialiste (PRRRA), Radicaux indépendants (RI) und Alliance démocratique (ARD).

## Kabinett
Dem Kabinett gehörten folgende Minister an:
- Premierminister: Georges Clemenceau (RI)
- Kriegsminister: Georges Clemenceau
- Außenminister: Stéphen Pichon (PRRRS)
- Justizminister: Louis Nail (PRRRS)
- Minister für öffentlichen Unterricht und Kunst: Louis Lafferre[1] (PRRRS)
  - ab 27. November 1919: Léon Bérard (ARD)
- Minister des Inneren: Jules Pams (PRRRS)
- Minister für Marine: Georges Leygues (ARD)
- Minister für Landwirtschaft und allgemeine Versorgung: Victor Boret[2] (RI)
  - ab 20. Juli 1919: Joseph Noulens (PRRRS)
- Finanzen: Louis-Lucien Klotz (PRRRS)
- Minister für öffentliche Arbeiten und Verkehr: Albert-André Claveille[3]
- Minister für die Blockade der befreiten Regionen[A 1]: Charles Jonnart (PRRRS)
  - ab 23. November 1917: Albert Lebrun (ARD)
  - ab 6. November 1919: André Tardieu (ARD)
- Minister für Handel, Fernmeldewesen und Handelsmarine: Étienne Clémentel (RI)
  - ab 27. November 1919: Louis Dubois[4] (FR)
- Minister für die Kolonien: Henry Simon[5] (ARD)
- Minister für Rüstung und Kriegswirtschaft (bis 26. November 1919): Louis Loucheur (ARD)
- Minister für Arbeit und Sozialfürsorge: Pierre Colliard[6] (PRRRS)
  - ab 2. Dezember 1919: Paul Jourdain[7] (ARD)
- Minister für Wiederaufbau (ab 26. November 1919): Louis Loucheur

### Unterstaatssekretäre und Generalkommissar
Dem Kabinett gehörten folgende Sous-secrétaires d’État an (ab 17. November 1917):
- Premierminister und Krieg: Jules Jeanneney (PRRRS)
- Innenministerium: Ernest Albert-Favre[8] (PRRRS)
- Finanzministerium: Charles Sergent[9]
- Militärpersonal und Renten: Léon Abrami[10] (ARD)
- Militärischer Gesundheitsdienst: Justin Godart (PRRRS)
  - ab 5. Februar 1918: Louis Mourier (PRRRS)
- Militärische Luftfahrt und Marineflieger: Jacques-Louis Dumesnil[11] (PRRRS)
- Militärgerichtsbarkeit: Édouard Ignace[12]
- Kriegsmarine (bis 19. November 1918): Jules Cels-Couybes[13] (PRRRS)
- Marine (Transporte) und Handelsmarine (bis 5. Dezember 1918): Henry Lémery[14]
- Verpflegung: Ernest Vilgrain[15]
- Öffentlicher Unterricht und schöne Künste: Albert Dalimier (PRRRS)
- Öffentliche Arbeiten und Verkehr (ab 19. November 1918): Jules Cels-Couybes
- Demobilisierung (von 6. Dezember 1918 bis 27. November 1919): Louis Deschamps (ARD)
- Liquidation der Bestände: Paul Morel[16] (RI)
  - ab 28. November 1919: Yves Le Trocquer (ARD)
- Post und Telegraphie (ab 27. November 1919): Louis Deschamps

Als Generalkommissar fungierte:
- Generalkommissar für Benzin und Brennstoffe (von 21. August 1918 bis 18. Februar 1919): Henry Bérenger (PRRRS)

## Historische Einordnung

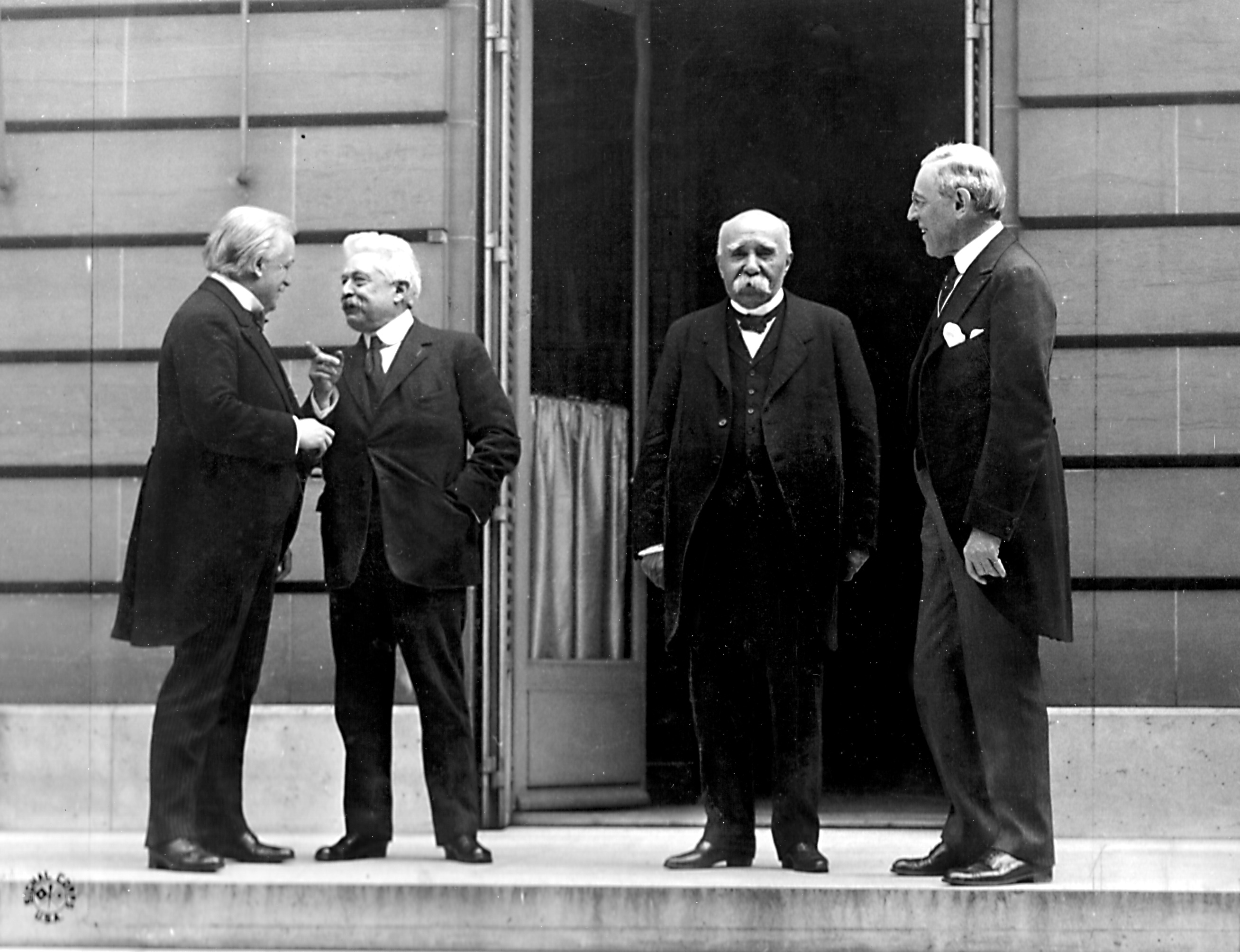
Die „Großen Vier“ (von links): David Lloyd George, Vittorio Emanuele Orlando, Georges Clemenceau und Woodrow Wilson bei den Verhandlungen in Versailles.

Während der Regierungszeit Clemenceau II endete am 11. November 1918 der Erste Weltkrieg. Von 18. Januar 1919 bis 21. Januar 1920 fand in Paris die Pariser Friedenskonferenz 1919 statt, auf der die Pariser Vorortverträge einschließlich des Vertrags von Saint-Germain (Deutschösterreich) und des Friedensvertrags von Versailles (Deutsches Reich) verhandelt wurden.

### 1917
Am 22. Dezember wurde die parlamentarische Immunität des früheren Premier- und langjährigen Finanzministers Joseph Caillaux wegen Beziehungen zu pro-deutschen Pazifisten aufgehoben (418:2 Stimmen). Am 14. Januar 1918 wurde er verhaftet.

### 1918

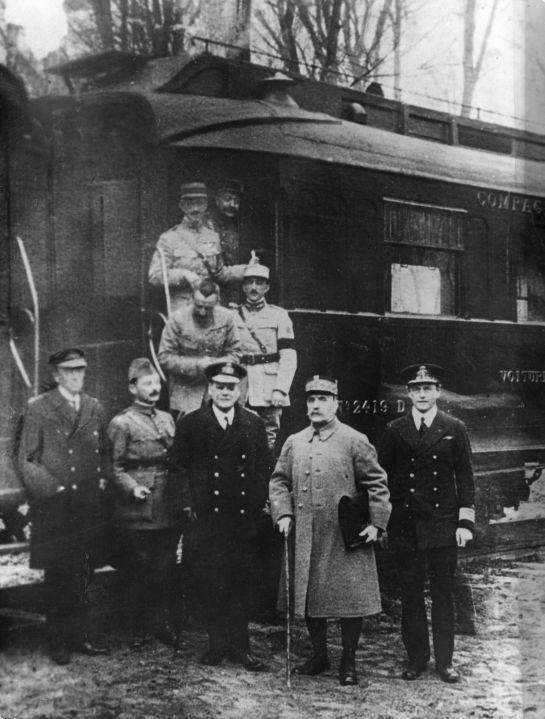
Fotografie, aufgenommen nach der Unterzeichnung des Waffenstillstands beim Verlassen des Waffenstillstandswaggons des Stabszuges von Marschall Ferdinand Foch (zweiter von rechts).

Der amerikanische Präsident Wilson verkündete am 8. Januar 1918 sein 14-Punkte-Programm. Am 10. Februar wurden in Frankreich Lebensmittelkarten eingeführt. Am 21. März begannen die bis zum 18. Juli andauernden deutschen Frühjahrsoffensiven. Am 26. März wurde General Foch zum Oberbefehlshaber der Westfront und zum Generalissimus ernannt. Am 14. April wurde er Oberbefehlshaber der alliierten Streitkräfte.
Am 13. Mai begannen in den Renault-Werken Streiks, die auf andere Rüstungsbetriebe übergriffen.
Bei der Schlacht im Wald von Belleau trafen im Juni 1918 erstmals amerikanische und deutsche Truppen aufeinander. Am 15. Juli begann die zweite Schlacht an der Marne. Am 12. August wurde in Frankreich der erste Fall der Spanischen Grippe bekannt.
Am 11. November 1918 wurde bei Compiègne der Waffenstillstand unterzeichnet.

### 1919
Die Friedenskonferenz begann am 18. Januar 1919 am Quai d’Orsay in Paris (1919–1920). Auf ihr kamen die Vertreter der 27 siegreichen Staaten des Ersten Weltkriegs zusammen, um Friedensverträge auszuhandeln und den Völkerbund zu gründen. Georges Clemenceau wurde zu ihrem Präsidenten gewählt, die anderen Vertreter der großen Länder waren der Brite David Lloyd George, der Amerikaner Thomas Woodrow Wilson und der Italiener Vittorio Orlando.
Das Gesetz vom 4. Februar 1919 (auch  loi Jonnart genannt) verbesserte die Bürgerrechte insbesondere der Muslime in Algerien. Am 19. Februar wurde Georges Clemenceau bei einem Attentat des Anarchisten Émile Cottin verwundet.
Das Gesetz über Tarifverträge wurde am 25. März 1919 verabschiedet. Am 29. März wurde Raoul Villain, der Mörder von Jean Jaurès, freigesprochen.
Die Regierung versuchte den Achtstundentag einzuführen, um die Arbeitslosigkeit zu bekämpfen, die durch die Rückkehr der Frontkämpfer stark angestiegen war. Die Vorlage wurde vom Senat angenommen, aber von der Abgeordnetenkammer zunächst abgelehnt. Erst am 23. April 1919 wurde das Gesetz angenommen.
Die Friedensbedingungen wurden der deutschen Delegation am 7. Mai im Trianon Palace in Versailles übergeben; die deutsche Regierung hatte 15 Tage Zeit, um Anmerkungen zu machen, und ab der Antwort der Alliierten am 16. Juni fünf Tage Zeit, um den Text unter der Androhung eines Bruchs des Waffenstillstands und der Invasion Deutschlands anzunehmen.
Ein Vorstoß für das Frauenwahlrecht wurde am 20. Mai 1919 in der Kammer angenommen, aber letztendlich am 21. November 1922 im Senat abgelehnt.
Anfang Juni begann der Generalstreik der Metallarbeiter in der Region Paris. Im Laufe des Monats schlossen sich ihnen die Arbeiter der Chemie-, Parfümerie-, Gummi- und Pharmaindustrie (71.000 Streikende), die Angestellten der Pariser Verkehrsbetriebe (über 20.000 Streikende), die Wäscherinnen (18.000 Streikende), die Baumaler (15.000 Streikende), die Handelsangestellten (4500 Streikende) und andere an, d. h. insgesamt streikten im bis Juli 1919 über 300.000 Menschen.
Am 28. Juni 1919 wurde im Spiegelsaal von Versailles der Friedensvertrag mit dem Deutschen Reich unterzeichnet (von Frankreich ratifiziert am 11. Oktober). Der Vertrag von Saint-Germain mit Österreich folgte am 10. September. Am 27. November wurde der Vertrag von Neuilly-sur-Seine mit Bulgarien unterzeichnet. Zum ersten Jahrestag des Waffenstillstands wurde ein Gesetz verabschiedet, das das Gedenken an die Toten des Kriegs regelte. Es gilt – bei allerdings abweichenden Meinungen – als der Ursprung der Schweigeminute.
Im Vorfeld der nächsten Parlamentswahlen wurde im Juli das Wahlrechtsreform verabschiedet; im Gegensatz zum bisherigen Mehrheitsrecht wurde nun ein gemischtes Verfahren angewandt. Bei diesen Parlamentswahlen Wahlen im November 1919 setzte sich der konservative Bloc national der Regierungsparteien mit 412 von 613 Sitzen klar durch. Die Union sacrée wurde beendet.
Mit dem Pariser Luftfahrtabkommen vom 13. Oktober 1919 wurde erstmals der internationale Flugverkehr reguliert.
Am 2. November wurde die Confédération française des travailleurs chrétiens, also der französische Verband christlicher Arbeitnehmer, gegründet.

### 1920
Bei der Präsidentschaftswahl im Januar 1920 wurde Paul Deschanel gewählt. Im Vorfeld war Clemenceau als Favorit gehandelt worden, unterlag aber in einer internen Abstimmung der Regierungsparteien Deschanel und trat daraufhin nach der Wahl Deschanels als Regierungschef zurück.